# Cristóbal de Llerena
Cristóbal de Llerena (Santo Domingo, 1541 - Ibid., 1626) fue un religioso, dramaturgo, músico y catedrático dominicano. Es considerado el primer dramaturgo de América. Escribió poesías y obras dramáticas para representaciones eclesiásticas. Salvo un entremés, no existen registros de sus obras teatrales.
Nació en la ciudad de Santo Domingo. Llegó a ser catedrático de la Universidad Santiago de la Paz y de Gorjon. Además de dramaturgo, fue un músico notable.